# Kopalnia Węgla Kamiennego Gliwice
Kopalnia Węgla Kamiennego Gliwice – kopalnia węgla kamiennego, w Gliwicach, w województwie śląskim, działająca w latach 1901–2000. Tereny byłej kopalni zostały zagospodarowane jako Nowe Gliwice.  W budynku dawnej maszynowni 1 października 2010 roku utworzono Muzeum Odlewnictwa Artystycznego.

## Historia
Początki kopalni datuje się na 1901 rok, kiedy to połączono 16 pól górniczych należących do Wiliama Suermondta i kilkunastu przedsiębiorców z Nadrenii. Eksploatację rozpoczęto w 1912 roku. Do 1945 roku kopalnia nosiła nazwę Gliwitzer Grube, a od 1945 roku nazwę Gliwice. W marcu 2000 roku kopalnia została zlikwidowana.